# Пливање на Летњим олимпијским играма 2016 — штафета 4 × 100 метара мешовито за жене
Пливачке трке у дисциплини штафета 4×100 метара мешовито за жене на Летњим олимпијским играма 2016. одржане су претспоследњег и последњег дана пливачких такмичења, 12. и 13. августа у Олимпијском базену у Рио де Жанеиру. 
Учестовало је укупно 16 штафета, а само такмичење се одвијало у два дела. Квалификације су одржане у подневном делу програма 12. августа, док је финале одржано у вечерњем делу програма дан касније. 
Златну медаљу освојила је штафета Сједињених Америчких Држава у саставу Бејкер, Кинг, Волмер и Мануел (у квалификацијама пливале Мејли, Смолига, Ворел и Вајцел) са временом финала од 3:53.13 минута. Била је то уједно хиљадита златна медаља Сједињених Држава на Летњим олимпијским играма. Сребрна медаља је припала штафети Аустралије са временом од 3:55.00 минута, док је бронзу освојила штафета Данске чије такмичарке су трку испливале за 3:55.01 минуту (што је уједно и нови европски рекорд у овој дисциплини). 

## Освајачи медаља
| | Резултат                          |                                                                                                 | Резултат                          |                                                           | Резултат                          |
| |                                   |                                                                                                 |                                   |                                                           |                                   |
| САД | 3:53.13                           | Аустралија                                                                                      | 3:55.00                           | Данска                                                    | 3:55.01                           |
| |                                   |                                                                                                 |                                   |                                                           |                                   |
| Катлин Бејкер Лили Кинг Дејна Волмер Симон Мануел Оливија Смолига* Кејти Мејли* Келси Ворел* Аби Вајцел* | (59.00) (1:05.70) (56.00) (52.43) | Емили Сибом Тејлор Макион Ема Макион Кејт Кембел Медисон Вилсон* Мадлин Гроувс* Британи Елмсли* | (58.83) (1:07.05) (56.95) (52.17) | Мије Нилсен Рике Мелер Педерсен Жанете Отесен Пернил Блум | (58.75) (1:06.62) (56.43) (53.21) |

## Рекорди
Уочи почетка трка у овој дисциплини важили су следећи светски и олимпијски рекорди:
| Светски/ олимпијски | Сједињене Америчке Државе · Миси Френклин (58.50) · Ребека Сони (1:04.82) · Дејна Волмер (55.48) · Алисон Шмит (53.25) | 3:52.05 | Лондон, Уједињено Краљевство | 4. август 2012. |

### Квалификације
У квалификацијама је учестовало 16 штафета, а пливало се у две квалификационе групе са по 8 екипа. Пласман у финале остварило је 8 штафета са најбољим временима квалификација.
| Плас. | Трка | Стаза | Држава                    | Пливачице                                                                                                | Време   | Нап.   |
| ----- | ---- | ----- | ------------------------- | --- | ------- | ------ |
| 1.    | 2    | 5     | Сједињене Америчке Државе | Оливија Смолига (59.57) Кејти Мејли (1:04.93) Келси Ворел (56.47) Аби Вајцел (53.70)                     | 3:54.67 | КВ     |
| 2.    | 1    | 3     | Канада                    | Кајли Маси (58.66) НР Ракел Никол (1:06.97) Ноеми Томас (57.66) Тејлор Рак (53.51)                       | 3:56.80 | КВ, НР |
| 3.    | 1    | 5     | Данска                    | Мије Нилсен (59.48) Рике Мелер Педерсен (1:06.88) Жанете Отесен (57.38) Пернил Блум (53.24)              | 3:56.98 | КВ     |
| 4.    | 1    | 2     | Русија                    | Анастасија Фесикова (1:00.16) Јулија Јефимова (1:05.78) Светлана Чимрова (57.65) Вероника Попова (53.85) | 3:57.44 | КВ     |
| 5.    | 2    | 3     | Аустралија                | Медисон Вилсон (59.38) Тејлор Макион (1:07.48) Мадлин Гроувс (57.87) Британи Елмсли (53.07)              | 3:57.80 | КВ     |
| 6.    | 2    | 4     | Кина                      | Фу Јуенхуеј (59.20) Џанг Синју (1:07.86) Лу Јинг (57.45) Шен Дуо (53.72)                                 | 3:58.23 | КВ     |
| 7.    | 2    | 2     | Италија                   | Карлота Зофкова (1:01.42) Аријана Кастиљони (1:06.33) Иларија Бјанки (57.76) Федерика Пелегрини (53.58)  | 3:59.09 | КВ     |
| 8.    | 2    | 6     | Уједињено Краљевство      | Џорџија Дејвис (59.35) Клои Татон (1:07.25) Шивон-Мари О'Конор (57.61) Џорџија Коутс (55.13)             | 3:59.34 | КВ     |
| 9.    | 1    | 4     | Шведска                   | Мишел Колеман (1:01.13) Јени Јохансон (1:06.62) Сара Шестрем (56.70) Луис Хансон (55.00)                 | 3:59.45 |        |
| 10.   | 1    | 6     | Јапан                     | Нацуми Сакај (1:01.57) Сатоми Сузуки (1:07.40) Рикако Ике (56.73) Мики Учида (54.12)                     | 3:59.82 |        |
| 11.   | 1    | 7     | Финска                    | Мимоса Јалов (1:01.03) Јена Лауканен (1:06.49) Емилија Пикараинен (59.02) Хана Марија Сепеле (55.07)     | 4:01.61 |        |
| 12.   | 2    | 7     | Немачка                   | Џени Менсинг (1:01.27) Ванеса Гримберг (1:07.99) Александра Венк (58.55) Аника Брун (54.38)              | 4:02.19 |        |
| 13.   | 1    | 1     | Бразил                    | Наталија де Лукас (1:01.93) Џенифер Консеисао (1:08.23) Дајнара де Паула (58.18) Лариса Оливеира (54.49) | 4:02.83 |        |
| 14.   | 1    | 8     | Хонгконг                  | Стефани Ау (1:01.55) Ивет Манји Кунг (1:08.39) Ханг Ју Сце (59.54) Камил Џенг (54.37)                    | 4:03.85 |        |
| 15.   | 2    | 1     | Француска                 | Берил Гасталдело (1:00.60) Фани Деберж (1:08.83) Мари Вател Шарлот Боне                                  | ДСК     |        |
| 16.   | 2    | 8     | Чешка                     | Симона Баумртова (1:01.27) Мартина Моравчикова Луција Свјецена Барбора Семанова                          | ДСК     |        |

## Финале
| Плас. | Стаза | Дрржава                   | Пливачице                                                                                               | Време   | Нап. |
| ----- | ----- | ------------------------- | --- | ------- | ---- |
|       | 4     | Сједињене Америчке Државе | Катлин Бејкер (59.00) Лили Кинг (1:05.70) Дејна Волмер (56.00) Симон Мануел (52.43)                     | 3:53.13 |      |
|       | 2     | Аустралија                | Емили Сибом (58.83) Тејлор Макион (1:07.05) Ема Макион (56.95) Кејт Кембел (52.17)                      | 3:55.00 |      |
|       | 3     | Данска                    | Мије Нилсен (58.75) Рике Мелер Педерсен (1:06.62) Жанете Отесен (56.43) Пернил Блум (53.21)             | 3:55.01 | ЕР   |
| 4.    | 7     | Кина                      | Фу Јуенхуеј (59.53) Ши Ђинглин (1:06.00) Лу Јинг (56.49) Џу Менгхуеј (53.16)                            | 3:55.18 |      |
| 5.    | 5     | Канада                    | Кајли Маси (58.77) Ракел Никол (1:06.81) Пени Олексијак (56.75) Шантал ван Ландегем (53.16)             | 3:55.49 | НР   |
| 6.    | 6     | Русија                    | Анастасија Фесикова (59.49) Јулија Јефимова (1:04.98) Светлана Чимрова (57.54) Вероника Попова (53.65)  | 3:55.66 | НР   |
| 7.    | 8     | Уједињено Краљевство      | Џорџија Дејвис (59.43) Клои Татон (1:06.43) Шивон-Мари О'Конор (57.47) Франческа Халсал (53.63)         | 3:56.96 | НР   |
| 8.    | 1     | Италија                   | Карлота Зофкова (1:01.29) Аријана Кастиљони (1:06.65) Иларија Бјанки (58.21) Федерика Пелегрини (53.35) | 3:59.50 |      |